# Françoise Dorléac
Françoise Dorléac (París, 21 de marzo de 1942 - Villeneuve-Loubet, 26 de junio de 1967) fue una actriz francesa, hija de los actores Maurice Dorléac y Renée Simonot y hermana de la también actriz Catherine Deneuve. En apenas ocho años de carrera realizó cerca de veinte películas.

## Biografía

### Primeras películas
Dorléac era hija de los actores de cine Maurice Dorléac y Renée Simonot siendo la segunda de cuatro hermanas: Danielle, Françoise, Catherine y Sylvie. Delgada, de piel pálida y morena, debutó en el cine en The Wolves in the Sheepfold (1960), dirigida por Hervé Bromberger. Luego apareció en The Door Slams (1960) con Dany Saval y su hermana Catherine Deneuve. 
Dorleac tuvo un pequeño papel en Tonight or Never (1961) con Anna Karina para el director Michel Deville, The Girl with the Golden Eyes (1961) con Marie Laforêt, All the Gold in the World (1961) con Bourvil y Adorable Liar (1961) del director Deville.
Dorleac fue la protagonista junto a Jean-Pierre Cassel en The Dance (1962) y tuvo uno de los protagonistas de una película para televisión, Les trois chapeaux claques (1962) dirigida por Jean-Pierre Marchand junto a Jean-Claude Brialy. Volvió a repetir interpretación con Cassel en la comedia Arsène Lupin contre Arsène Lupin (1962) y fue uno de los muchos nombres que aparecieron en Teuf-teuf (1963).

### Estrellato francés
Dorleac saltó al estrellato internacional como la protagonista femenina en That Man from Rio (1964) protagonizado por Jean-Paul Belmondo y dirigida por Philippe de Broca y lo siguió con La piel suave (1964) dirigida por Francois Truffaut.
Coincidió en The Gentle Art of Seduction (1964) con Belmondo y Jean-Paul Brialy, con su hermana en un papel de reparto. 
Fue una de varias estrellas francesas en Circle of Love (1964) dirigida por Roger Vadim, y apareció en un programa de televisión Les petites demoiselles (1964), dirigida por Deville y protagonizada por De Broca. También apareció en Male Hunt (1964) con Belmondo y su hermana.

### Carrera internacional
That Man from Rio y La piel suave fueron vistos ampliamente a nivel internacional y Dorleac recibió una oferta para interpretar a la protagonista femenina en una costosa epopeya financiada por Hollywood Genghis Khan (1965) dirigida por Henry Levin. Ella era el interés amoroso de David Niven en una película de espías Where the Spies Are (1966).
Dorleac apareció como la esposa adúltera en la comedia negra de Roman Polanski Cul-de-sac (1966) filmada en Gran Bretaña. Regresó a Francia para protagonizar una adaptación televisiva de la novela Prosper Mérimée Julie de Chaverny Ou La double méprise (1966) dirigida por Marchand. 
Luego se unió a Gene Kelly y su hermana Catherine, que ya era una estrella cinematográfica en este momento, en The Young Girls of Rochefort (1967) un colorido homenaje al musical de Hollywood. Su papel final en la película fue la protagonista femenina en Billion Dollar Brain (1967) junto a Michael Caine quien interpretó al espía Harry Palmer.

### Muerte
Dorléac estaba al borde del estrellato internacional cuando murió el 26 de junio de 1967 en un accidente automovilístico. Perdió el control de un automóvil Renault 10 alquilado y golpeó una señal a diez kilómetros de Niza en la salida Villeneuve-Loubet de la autopista La Provençale. El auto volcó y estalló en llamas. Tras pasar unas vacaciones con su hermana Catherine en Saint-Tropez, iba camino del aeropuerto de Niza y tenía miedo de perder el vuelo. Se la vio luchando por salir del coche pero no pudo abrir la puerta. Más tarde, la policía identificó su cuerpo solo por los fragmentos de un talonario de cheques, una agenda y su permiso de conducir.

## Filmografía
- 1967: Billion-Dollar Brain de Ken Russell (Anya).
- 1966: Les Demoiselles de Rochefort de Jacques Demy (Solange Garnier).
- 1965: Passeport pour l'oubli de Val Guest.
- 1965: Genghis Khan de Henry Levin (Börte).
- 1965: Cul-de-sac de Roman Polanski (Teresa).
- 1964: La Ronde de Roger Vadim.
- 1964: La Chasse à l'homme de Édouard Molinaro (Sandra).
- 1964: La piel suave de François Truffaut (Nicole).
- 1964: L'Homme de Rio de Philippe de Broca (Agnès Villermosa).
- 1962: La Gamberge de Norbert Carbonnaux (Françoise).
- 1962: Arsène Lupin contre Arsène Lupin de Édouard Molinaro (Nathalie Cartier).
- 1961: Tout l'or du monde de René Clair.
- 1961: La Fille aux yeux d'or de Jean-Gabriel Albicocco (Katia).
- 1960: Les portes claquent de Michel Fermaud et Jacques Poitrenaud (Dominique).
- 1960: Ce soir ou jamais de Michel Deville (Danièle).
- 1959: Les Loups dans la bergerie de Hervé Bromberger (Madeleine).

## Televisión
- 1967: Julie de Chaverny ou la Double Méprise, telefilm de Jean-Pierre Marchand.
- 1964: Ni figue ni raisin, serie televisiva de Jacques Rozier.
- 1964: Les Petites Demoiselles, telefilm de Michel Deville.
- 1963: Teuf-teuf de Georges Folgoas, a partir de la obra de Tristan Bernard.
- 1962: Les Trois Chapeaux claques, telefilm de Jean-Pierre Marchand.

## Teatro
- 1960: Gigi (Colette), dirección Robert Manuel, Théâtre Antoine.
- 1961: Noix de coco de Marcel Achard, dirección Jean Meyer, Teatro de París.